# Triclistus longicalcar
Triclistus longicalcar är en stekelart som beskrevs av Thomson 1887. Triclistus longicalcar ingår i släktet Triclistus och familjen brokparasitsteklar. Arten är reproducerande i Sverige. Inga underarter finns listade i Catalogue of Life.